# حمام ترکی (نقاشی)

نقاشی حمام ترکی، ۱۸۶۲

حمام ترکی نام یک تابلوی نقاشی با مضمونی اروتیک یا شهوانی است که در سال ۱۸۶۲ میلادی، توسط ژان اُگوست دومینیک اَنْگْر ترسیم شده‌است. اَنگْر که در موقع ترسیم حمام ترکی ۸۲ سال داشت، در این تابلو تعداد زیادی زن برهنه را که در یک حرمسرا گرد هم آمده‌اند، نشان داده‌است. نسخهٔ اصلی این نقاشی، که خود انگر آن را تهیه کرده بود، در یک کادر مستطیل‌شکل قرار داشت، امّا بعدها و در سال ۱۸۶۳، هنرمند آن را به فرم توندو (tondo) [نوعی سبک هنری در نقاشی و مجسمه‌سازی، که طی آن، تابلوی نقاشی یا مجسمه را در کادری مدور قرار می‌دهند و آن را تزئین می‌کنند]، یعنی به وضعیت کنونی آن تبدیل کرد.
محتوای شهوانی این اثر، قصد دامن زدن به یک رسوایی را ندارد و در مقام مقایسه، گفته می‌شود که این اثر با تابلوی معروف ادوار مانه، یعنی ناهار در چمنزار (که آن هم در سال ۱۸۶۳ نقش شده و بی‌آنکه شهوت را تحریک کند، به نمایش علنی بدن برهنهٔ یک زن پرداخته‌است)، قابل قیاس است. این تابلوی هنری، بخش اعظم دوران وجود خود را در کلکسیون‌ها و مجموعه‌های خصوصیِ مربوط به افراد مختلف سپری کرده، اما در حال حاضر در موزهٔ لوور در پاریس قرار دارد.

## تاریخچه

### شکل‌گیری اثر
اینگرس در حالیکه سنین پیری خود را طی می‌کرد، دچار ذوق و رغبتی عجیب و طنزآمیز نسبت به خلق تابلوهای نقاشی با مضامینی شهوانی پیدا نمود و به همین جهت وی علی‌رغم کهولت و سن بالایش، آفرینش کتیبه‌های نقاشی با چنین مضامینی را مد نظر قرار داد، که از آن جمله به جز حمام ترکی تابلویی موسوم به آتئاتیس یا (AETATIS LXXXII) نیز قابل ذکر است، که اینگرس آن را در سال ۱۸۶۷، [یعنی ۵ سال پس از خلق حمام ترکی و در سن ۸۷ سالگی] ترسیم نمود. اینگرس در همین ارتباط، خطاب به برخی دوستان و همکارانش گفته بود: «گرچه پیر شده‌ام، امّا هنوز هم آتش شهوت در وجود من، همچون یک مرد ۳۰ ساله شعله‌ور است!»
اینگرس برای ترسیم این اثر، از مدل یا الگوی زنده استفاده نکرد، بلکه چندین طرح و نقاشی که خود او در طول دورهٔ فعالیت هنری خود تولید کرده بود، مبنای کار او در این اثر قرار گرفت و از جمله با استفادهٔ دوباره از دو شخصیت «استحمام‌کننده» و «کنیز» که از شخصیت‌های تابلوهای قبلی وی بودند (از جمله در تابلوی کنیز زیبا، که اینگرس قبلاً آن را ترسیم کرده بود)، به درج چهره و اندام زنانی پرداخت که در این تابلو (حمام ترکی) دیده می‌شوند. در واقع اینگرس قبلاً زنانی را که بر روی تخت و کنار آن، یا در اطراف حمام دیده می‌شوند، به صورت منفرد نیز نقاشی کرده بود. بهترین و مشخصترین چهره‌ای که در تابلوی حمام ترکی قابل شناسایی است، چهره یا بعبارت بهتر اندام استحمام‌کنندهٔ والپینکون en:File:Jean Auguste Dominique Ingres 004.jpg است که در دیگر تابلوی اینگرس، که به همین نام، یعنی والپینکون استحمام‌کننده نامیده می‌شود، به چشم می‌خورد. در واقع اینگرس اقدام به کپیه برداری یا تکثیر اندام زن تابلوی قبلی خویش اقدام کرده و آن را عیناً در این تابلو و تقریباً به شکل عنصر مرکزی از ترکیب تابلوی جدید قرار داده‌است.
در سمت راست این تابلو، چهره و اندام زنی دیده می‌شود که بازوان خویش را بالای سرش برده و سر خویش را در میان دستانش گرفته‌است. گرچه چهرهٔ این زن بر اساس طرحی از چهرهٔ مادلین چاپل (تولد:۱۷۸۲- درگذشت: ۱۸۴۹)، همسر هنرمند و در سال ۱۸۱۸ میلادی نقاشی شده‌است، امّا در اندام او نوعی تناقض و ناهمگونی مشهود است و آن اینکه علی‌رغم بالا بردن بازوی سمت راست این زن، شانهٔ سمت راست او کوتاهتر از معمول نمایش داده شده‌است و این نوعی تناقض آناتومیک یا تشریحی است که در بسیاری از دیگر آثار اینگرس نیز به چشم می‌خورد و از جمله مثلاً مطابق همین رویهٔ معمول، در تابلوی معروف کنیز زیبا که از دیگر آثار اینگرس در موزهٔ لووراست، این شخصیت (کنیز برهنه) دارای سه مهره اضافه در ستون فقرات خویش می‌باشد، که زن نوازندهٔ این تابلو نیز دارای چنین وضعیتی است. امّا بدنهای دیگر زنان برهنه‌ای که در تابلو حمام ترکی دیده می‌شوند، هرکدام در موقعیت متفاوتی پشت سر این دو زن استقرار یافته‌اند.

### وارثان اثر
نخستین خریدار این تابلوی نفیس نقاشی، یکی از بستگان ناپلئون سوم بود، هرچند که وی تنها چند روز بعد از خریدن این تابلو، آن را پس داد، چراکه همسر او، وجود این تابلو را در منزلشان «نامناسب» تشخیص داده بود. در نهایت در سال ۱۸۶۵ خلیل بیگ که یک دیپلمات ترک بود و سابقاً سفیر امپراطوری عثمانی در فرانسه به‌شمار می‌آمد، این تابلو را خریداری کرد و آن را به کلکسیون یا مجموعه‌ای که از نقاشی‌های سکسی و شهوانی ترتیب داده بود، افزود. در مجموعهٔ شخصی خلیل بیگ، همچنین مشتمل بر آثار اروتیک معروف دیگری همچون تابلوی سرمنشاء جهان اثر گوستاو کوربت نیز، بود.
بعدها ادگار دگا، نقاش مشهور دریافتگر که فرانسوی بود، خواستار به نمایش درآمدن تابلوی حمام ترکی در نمایشگاه بین‌المللی شد، امّا این درخواست وی، واکنش‌های متضاد و ضد و نقیضی را بدنبال داشت.
پل کلودل در توصیف این تابلو، تا آنجا پیش رفت که به مقایسه آن با کیکی پر از کرم [که کنایه از هوس‌انگیزی و هوسپروری و اغواگری است]، پرداخت.
در اوایل قرن بیستم، تعداد زیادی از کاربران و هنرمندان امیدوار بودند که تابلوی حمام ترکی در موزه لوور به نمایش عمومی درآید، اما شورای سیاستگزاری موزهٔ لوور این درخواست را دو بار رد کرد و اجازه نداد که این اثر به گنجینهٔ آثار لوور افزوده شود. امّا سرانجام، پس از اینکه مجموعهٔ ملی مونیخ، پیشنهاد خرید این اثر را خطاب به موزهٔ لوور ارائه نمود، این موزه در نهایت خریداری این اثر را پذیرفت و آن را در سال ۱۹۱۱ به تابلوهای خود افزود. در وصول به این مقصود، تاجر معروف و ثروتمند فرانسوی، موریس فنایله که در هدیه کردن این اثر هنری به گنجینهٔ آثار موزهٔ لوور نقش حامی یا پشتیبان را، از طریق اعطای یک فقره وام یکصد و پنجاه هزار فرانکی بدون بهره، ایفا کرده بود، مورد تشکر ویژه قرار گرفت.

## الهامات شرقی
اینگرس، خیلی زود به عنوان یک هنرمند ارینتالیست یا متمایل به شرق، شناخته شد و جزئی از جریان شرقشناسانه‌ای قرار گرفت که پس از یورش ناپلئون بناپارت به مصر، دوباره به راه افتاده بود. در سال ۱۸۰۶، هنگامیکه اینگرس سرزمین خود را برای رفتن به ایتالیا ترک کرده بود، در دفترچهٔ یادداشت خود متنی را درج کرده بود که حاوی توضیحات بسیار و توصیفات مفصلی از حمام اندرونی محمد (سلطان عثمانی) بود، که از آن متن می‌توان شرح و اوصاف یک حرمسرا را برداشت نمود:
به اتاقی وارد شد که سرتاسر اطراف آن با کاناپه‌های متعددی احاطه شده بود [...]، در آنجا تعداد زیادی زن حضور داشتند که سلطان را در موقع استحمام همراهی می‌کردند. این زن‌ها در هنگام حمام کردن سلطان در اطراف او جمع می‌شدند و به وی توجه می‌کردند، از جمله با دستهای لطیف خود بدن سلطان را تمیز می‌کردند و هریک خوشبوترین و ملایمترین عطر خویش را به پوست تن سلطان می‌مالیدند، و همهٔ این کارها بدین خاطر بود که هر زن حرمسرا می‌بایست به طریقی اسباب مابقی شهوترانی‌های سلطان را نیز مهیّا سازد.
همچنین اینگرس در سال ۱۸۲۵ میلادی، نقل قولهایی مربوط به مشرق زمین را از نامه‌هایی که توسط بانو مری مونتاگو نوشته شده بود، مد نظر قرار داد. این بانو، شوهرش را که یک دیپلمات بریتانیایی بود، در مسافرت او به امپراتوری عثمانی در سال ۱۷۱۶ همراهی کرده بود و نامه‌های او رهاوردش از همین سفر بود. این نامه‌ها که حاوی مطالب گوناگون و متنوعی از مطالب مربوط به زندگی در شرق بود و نکات دیگری از منابع اریانتالیستی (شرق شناسانه) بدان افزوده شده بود، [به خاطر اشتیاق مردم برای اطلاع از اوضاع شرق]، تنها در فرانسه و در فاصلهٔ بین سالهای ۱۷۶۳ و ۱۸۵۷، هشت بار تجدید چاپ شده بودند. بخشی از این نامه‌ها که اینگرس اقدام به نسخه برداری از آن کرده و از مطالبش در خلق تابلوی حمام ترکی الهام گرفته بود، قسمتی بود که به شرح وضعیت یک حمام زنانه واقع در آدریانوپول یا همان ادیرنه [از شهرهای ترکیه]، اختصاص داشت:
باور دارم که در تمام حمام، ۲۰۰ زن حاضر بودند و در جای جای آن مکان زن‌های زیبای لخت، در وضعیت‌های مختلف به چشم می‌خوردند… برخی از این زنان در حال گفتگو با یکدیگر بودند، گروهی دیگر به کارهای مربوط به استحمام خود مشغول بودند، جمعی دیگر قهوه می‌نوشیدند یا مشغول چشیدن انواع شربت‌ها بودند. بسیاری از زنان نیز به گونه‌ای لاقید و بی‌خیال دراز کشیده بودند، در حالیکه مستخدمه‌ها و خدمتکارانشان (که اغلب دخترهای هفده هجده سالهٔ بسیار زیبا و دلربا بودند)، موهایشان را در اشکال فانتزی و خارق‌العاده‌ای آرایش می‌کردند.
با این حال، در مقابل اوژن دلاکروا (که شخصاً از یک حرمسرا در الجزایر بازدید کرده بود)، هرگز برای مشاهدهٔ چنین موضوعاتی شخصاً به آفریقا یا خاورمیانه مسافرت نکرد و فاحشه‌هایی که او برای ترسیم نقاشی‌هایش از بدن آن‌ها الگو برداشته، ظاهراً بیشتر سفیدپوست اروپایی به نظر می‌رسند، تا اینکه احیاناً از اهالی خاورمیانه یا آفریقایی باشند.
برای اینگرس، ایجاد یک تم شرقی، بالاترین بهانه بود تا بواسطه‌ی آن، زنانی برهنه را در زمینه‌ای منفعل و جنسی، به تصویر بکشاند. در این اثر اینگرس، عناصر محرک و شهوانی، در اجزاء دور و نزدیک تصویر و در لابلای ابزار آلات موسیقی، مجمرها و زیور آلات متعدد، به چشم می‌خورند.